# Fernando Rojas
Fernando Rojas Herrera, detto Jarocho (Orizaba, 2 agosto 1921 – 26 dicembre 2016), è stato un cestista messicano.
Era il fratello di José Rojas.

## Carriera
Con il Messico disputò due edizioni dei Giochi olimpici (Londra 1948, Helsinki 1952).